# Partito Socialista (San Marino)
Il Partito Socialista è un partito politico sammarinese fondato nel 2012.

## Storia
Il partito è nato il 30 maggio 2012 dalla fusione del Nuovo Partito Socialista e del Partito Socialista Riformista Sammarinese, che già collaboravano fin dal 2009.
Si è presentato alle elezioni del 2012 nella coalizione Intesa per il Paese, conquistando 7 seggi al Consiglio Grande e Generale.

## Risultati elettorali e Consiglieri in Consiglio Grande e Generale
| Elezione       | Voti                     | %                        | Seggi  |
| -------------- | ------------------------ | ------------------------ | ------ |
| Politiche 2012 | 2.394                    | 12,10                    | 7 / 60 |
| Politiche 2016 | 1.504                    | 7,74                     | 8 / 60 |
| Politiche 2019 | In Noi per la Repubblica | In Noi per la Repubblica | 2 / 60 |
| Politiche 2024 | 2.863                    | 15,75                    | 0 / 60 |
| 1.             |                          |                          |        |